# Den vita lejoninnan
Den vita lejoninnan är en kriminalroman från 1993 av Henning Mankell. Romanen är den tredje av tolv om poliskommissarie Kurt Wallander. Den utspelar sig 1992, förutom en prolog förlagd till 1918.

## Handling
En man som bor i ett skjul i sydafrikanska Transkei får i uppdrag att mörda en icke namngiven man, som senare visar sig vara Nelson Mandela. Uppdraget kommer från en grupp extremkonservativa afrikander som försöker behålla makten hos de vita och starta ett inbördeskrig, när apartheid monteras ner.
Samtidigt försvinner fastighetsmäklaren Louise Åkerblom i Ystad. Kommissarie Wallander inser snart att det finns ett samband mellan händelserna.